# División del Norte Primera Sección
División del Norte Primera Sección är en ort i Mexiko.   Den ligger i kommunen Soledad de Graciano Sánchez och delstaten San Luis Potosí, i den centrala delen av landet, 400 km nordväst om huvudstaden Mexico City. División del Norte Primera Sección ligger 1 849 meter över havet och antalet invånare är 227.
Terrängen runt División del Norte Primera Sección är en högslätt. Runt División del Norte Primera Sección är det tätbefolkat, med 550 invånare per kvadratkilometer. Närmaste större samhälle är San Luis Potosí, 7,8 km sydväst om División del Norte Primera Sección. Trakten runt División del Norte Primera Sección består till största delen av jordbruksmark.